# Kanarès
|  | Per a altres significats, vegeu «districte de Canara». |

El kannada, kanarès / kanarés o canarès (ಕನ್ನಡ Kannaḍa (IAST)) és una de les més antigues i més ben conegudes llengües dravídiques. Dividida en diversos dialectes, la parlen aproximadament 44 milions de persones. És la llengua de l'estat de Karnataka, un dels quatre estats meridionals de l'Índia.
El kannada es parla sobretot a Karnataka, a l'Índia, i en els estats propers d'Andhra Pradesh, Maharashtra, Tamil Nadu i Kerala. Hi ha poblacions destacables de parlants als Estats Units i al Regne Unit, i en menor quantitat al Canadà i a Austràlia.
El kannada és una de les 22 llengües oficials de l'Índia i la llengua oficial de Karnataka.

## Alfabet
El canarès és una escriptura alfasíl·labica de 52 lletres. Les lletres són similars a les d'altres escriptures índies. L'escriptura, derivada del brahmi, té "mitges lletres", lligadures especials i diacrítics. Per tant, el nombre de símbols escrits supera amb escreix els 52 de l'alfabet, sobretot perquè diverses lletres es poden combinar per formar un compost (ottaksharas). Cada símbol correspon a una síl·laba.
Els símbols es divideixen en tres categories:
- Swaras: vocals, que poden ser curtes, semillargues o llargues;
- Vyanjanas: consonants;
- Yogavaahas: síl·labes, formades per una o diverses consonants i una o diverses vocals.

### Consonants
| ಕ       | ಖ         | ಗ       | ಘ         | ಙ       |
| ka /kʌ/ | kha /kʰʌ/ | ga /gʌ/ | gha /gʱʌ/ | ṅa /ŋʌ/ |
| ಚ       | ಛ         | ಜ       | ಝ         | ಞ       |
| ca /ʧʌ/ | cha /ʧʰʌ/ | ja /ʤʌ/ | jha /ʤʱʌ/ | ña /ɲʌ/ |
| ಟ       | ಠ         | ಡ       | ಢ         | ಣ       |
| ṭa /ʈʌ/ | ṭha /ʈʰʌ/ | ḍa /ɖʌ/ | ḍha /ɖʱʌ/ | ṇa /ɳʌ/ |
| ತ       | ಥ         | ದ       | ಧ         | ನ       |
| ta /tʌ/ | tha /tʰʌ/ | da /dʌ/ | dha /dʱʌ/ | na /nʌ/ |
| ಪ       | ಫ         | ಬ       | ಭ         | ಮ       |
| pa /pʌ/ | pha /pʰʌ/ | ba /bʌ/ | bha /bʱʌ/ | ma /mʌ/ |
| ಯ       | ರ         | ಲ       | ವ         | ಶ       |
| ya /jʌ/ | ra /rʌ/   | la /lʌ/ | va /ʋʌ/   | ṣa /ʂʌ/ |
| ಷ       | ಸ         | ಹ       | ಳ         |         |
| śa /ɕʌ/ | sa /sʌ/   | ha /hʌ/ | ḷa /ɭʌ/   |         |

### Vocals
| ಅ | a /ʌ/         | ಕ | ka  |
| ಆ | ā /a:/        | ಕಾ | kā  |
| ಇ | i /i/         | ಕಿ | ki  |
| ಈ | ī /i:/        | ಕೀ | kī  |
| ಉ | u /u/         | ಕು | ku  |
| ಊ | ū /u:/        | ಕೂ | kū  |
| ಋ | ṛ /rɨ/ ó /ru/ | ಕೃ | kṛ  |
| ಎ | e /e/         | ಕೆ | ke  |
| ಏ | ē /e:/        | ಕೇ | kē  |
| ಐ | ai /aj/       | ಕೈ | kai |
| ಒ | o /o/         | ಕೊ | ko  |
| ಓ | ō /o:/        | ಕೋ | kō  |
| ಔ | au /aw/       | ಕೌ | kau |

### Altres signes
| ್ | Ø  | ಕ್ | k   |
| ಂ | am̩ | ಕಂ | kam̩ |
| ಃ | ah̩ | ಕಃ | kah̩ |

### Consonants dobles
| ಕ್ಕ  | ಕ್ಖ   | ಕ್ಗ  | ಕ್ಘ   | ಕ್ಙ  |
| kka | kkha | kga | kgha | kṅa |
| ಕ್ಚ  | ಕ್ಛ   | ಕ್ಜ  | ಕ್ಝ   | ಕ್ಞ  |
| kca | kcha | kja | kjha | kña |
| ಕ್ಟ  | ಕ್ಠ   | ಕ್ಡ  | ಕ್ಢ   | ಕ್ಣ  |
| kṭa | kṭha | kḍa | kḍha | kṇa |
| ಕ್ತ  | ಕ್ಥ   | ಕ್ದ  | ಕ್ಧ   | ಕ್ನ  |
| kta | ktha | kda | kdha | kna |
| ಕ್ಪ  | ಕ್ಫ   | ಕ್ಬ  | ಕ್ಭ   | ಕ್ಮ  |
| kpa | kpha | kba | kbha | kma |
| ಕ್ಯ  | ಕ್ರ   | ಕ್ಲ  | ಕ್ವ   | ಕ್ಶ  |
| kya | kra  | kla | kva  | kḷa |
| ಕ್ಷ  | ಕ್ಸ   | ?   | ಕ್ಳ   |     |
| kśa | kṣa  | ksa | kha  |     |

### Números
| ೦ | 0 | ಶೂನ್ಯ śūn'ya    |
| ೧ | 1 | ಒಂದು oṃdu       |
| ೨ | 2 | ಎರಡು eraḍu     |
| ೩ | 3 | ಮೂರು mūru       |
| ೪ | 4 | ನಾಲ್ಕು nālku     |
| ೫ | 5 | ಐದು aidu       |
| ೬ | 6 | ಆರು āru        |
| ೭ | 7 | ಎಳು eḷu        |
| ೮ | 8 | ಎಂಟು eṃṭu       |
| ೯ | 9 | ಒಂಭತ್ತು oṃbhattu |